# Баолаге
Баолаге (кит. 宝拉格站, пін. Bǎolāgé Zhàn) — залізнична станція в КНР, розміщена на Цзінін-Ерляньській залізниці між станціями Улан-Хао і Агуйт.
Розташована в хошуні Чахар – Правий Задній стяг (міський округ Уланчаб, автономний район Внутрішня Монголія). Відкрита в 1989 році.